# Forest (Mississipi)
Forest és una població dels Estats Units a l'estat de Mississipi. Segons el cens del 2000 tenia 5.987 habitants.

## Demografia
Segons el cens del 2000, Forest tenia 5.987 habitants, 2.085 habitatges, i 1.478 famílies. La densitat de població era de 177,7 habitants per km².
Dels 2.085 habitatges en un 36,5% hi vivien nens de menys de 18 anys, en un 41,6% hi vivien parelles casades, en un 24,1% dones solteres, i en un 29,1% no eren unitats familiars. En el 23,7% dels habitatges hi vivien persones soles el 10,6% de les quals corresponia a persones de 65 anys o més que vivien soles. El nombre mitjà de persones vivint en cada habitatge era de 2,8 i el nombre mitjà de persones que vivien en cada família era de 3,25.
Per edats la població es repartia de la següent manera: un 29,3% tenia menys de 18 anys, un 10,6% entre 18 i 24, un 27,5% entre 25 i 44, un 19,7% de 45 a 60 i un 13% 65 anys o més.
L'edat mediana era de 32 anys. Per cada 100 dones de 18 o més anys hi havia 91,5 homes.
La renda mediana per habitatge era de 25.638 $ i la renda mediana per família de 29.767 $. Els homes tenien una renda mediana de 23.825 $ mentre que les dones 17.277 $. La renda per capita de la població era de 16.484 $. Entorn del 21,6% de les famílies i el 23,5% de la població estaven per davall del llindar de pobresa.

## Poblacions més properes
El següent diagrama mostra les poblacions més properes.